# Péter Bakonyi
Péter Bakonyi Buchwald (* 17. února 1938 Budapešť, Maďarsko) je bývalý maďarský sportovní šermíř, který se specializoval na šerm šavlí. Maďarsko reprezentoval v šedesátých a na začátku sedmdesátých let. Na olympijských hrách startoval v roce 1964 a 1968 v soutěži jednotlivců a družstev a v roce 1972 v soutěži družstev. V roce 1969 obsadil třetí místo na mistrovství světa v soutěži jednotlivců. S maďarským družstvem šavlistů vybojoval na olympijských hrách 1968 a 1972 bronzovou olympijskou medaili a v roce 1966 získal s družstvem titul mistra světa.